# Tossal Punxegut
El Tossal Punxegut és una muntanya de 201 metres que es troba al municipi de Massalcoreig, a la comarca catalana del Segrià.